# Chacarita (Costa Rica)
Chacarita es un distrito del cantón de Puntarenas, en la provincia de Puntarenas, de Costa Rica.
Junto con los distritos de Puntarenas y El Roble conforma la ciudad de Puntarenas.

## Historia
Chacarita fue creado el 18 de julio de 1994 por medio de Ley 7422. Este es el distrito número 12 del cantón de Puntarenas 

## Geografía
Chacarita cuenta con un área de 4,92 km² y una altitud media de 4 m s. n. m.

## Demografía
Para el año 2022, Chacarita cuenta con una población estimada de 17 661 habitantes, y para el último censo efectuado, en 2011, Chacarita contaba con una población de 17 434 habitantes.

## Localidades
- Barrios: San Luis, Carrizal, Chacarita, Chacarita Norte, Fertica, Fray Casiano, Huerto, Bella vista, Pueblo Redondo, Reyes, San Isidro, Santa Eduviges, Tanque, Veinte de Noviembre.

## Transporte

### Carreteras
Al distrito lo atraviesan las siguientes rutas nacionales de carretera:
- Ruta nacional 17